# Ота, Акира
Акира Ота (яп. 太田章; род. 8 апреля 1957, Акита) — японский борец вольного стиля, чемпион и призёр чемпионатов Азии, призёр Азиатских игр, призёр двух Олимпиад, участник трёх Олимпиад.

## Карьера
Выступал в средней (до 82 кг) и полутяжёлой (до 90 кг) весовых категориях. Чемпион (1981) и бронзовый призёр (1992) чемпионатов Азии. Бронзовый призёр Азиатских игр 1982 года в Нью-Дели. Бронзовый призёр Кубка мира 1977 и 1978 годов.
На летних Олимпийских играх 1984 года в Лос-Анджелесе Ота победил итальянца Мишеля Аззолу, иракца Абдула Брисама Рахмана, представителя ФРГ Бодо Луковского, британца Ноэля Лобана и стал победителем своей подгруппы. В финале японец проиграл американцу Эду Банаху и завоевал олимпийское серебро.
На следующей Олимпиаде 1988 года в Сеуле Ота победил нигерийца Кристиана Илоануси, австралийца Уолтера Кёнига, пакистанца Абдула Маджида Марувалу, турка Мехмета Туркая и американца Джеймса Шерра. Хотя в последней схватке японец проиграл венгру Габору Тоту, это не помешало ему стать победителем в своей подгруппе. В финале японец снова проиграл, на этот раз советскому борцу Махарбеку Хадарцеву и снова стал серебряным призёром Олимпиады.
На Олимпиаде 1992 года в Барселоне Ота победил новозеландца Гранта Паркера, отборолся вничью с итальянцем Ренато Ломбардо, проиграл американцу Кристоферу Кэмпбеллу и выбыл из дальнейшей борьбы.